# Incydent w Mainila

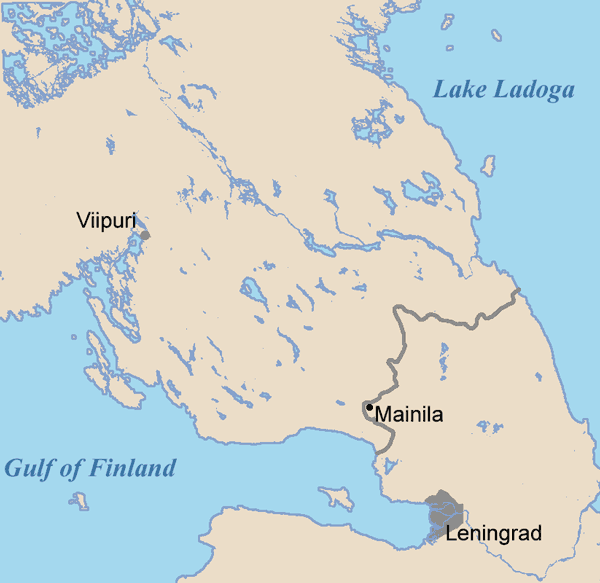
Położenie wsi Mainila na Przesmyku Karelskim (przedwojenny przebieg granicy).

Incydent w Mainila (fiń. Mainilan laukaukset) – incydent militarny z dnia 26 listopada 1939 roku, polegający na ostrzelaniu przez artylerię Armii Czerwonej wsi Mainila położonej na terytorium ZSRR niedaleko granicy fińsko-sowieckiej. Sowieci obciążyli tym Finów, tworząc casus belli przeciwko Finlandii, a 30 listopada 1939 rozpoczęli wojnę zimową.

## Wprowadzenie
ZSRR podpisał z Finlandią międzynarodowe i obustronne pakty o nieagresji: traktat w Tartu z 1920 roku i fińsko-radziecki pakt o nieagresji z 1932 oraz w 1934 w karcie Ligi Narodów. Próbując zachować legalizm, potrzebował pretekstu do wojny dla narzucenia Finlandii władzy komunistycznej w formie marionetkowej Fińskiej  Republiki Demokratycznej. Analogicznie 31 sierpnia 1939 Niemcy przeprowadzili prowokację gliwicką, którą przedstawiono jako przyczynę wojny z Polską.

## Incydent
Oddano siedem strzałów, które zostały wykryte przez fińskie posterunki obserwacyjne. Pociski spadły około 800 metrów w głąb sowieckiego terytorium. Sowieci ogłosili, że w wyniku ostrzału zginęło czterech czerwonoarmistów, a kolejnych dziewięciu zostało rannych. Finowie zaproponowali neutralne dochodzenie w sprawie incydentu, ale Sowieci odmówili i 29 listopada zerwali stosunki dyplomatyczne z Finlandią.  
Materiały z prywatnego archiwum sekretarza partii komunistycznej Andrieja Żdanowa wskazują, że incydent był celowym działaniem mającym ukazać Finlandię jako agresora. Według tych źródeł strona fińska nie ponosiła odpowiedzialności za ataki. Materiały wskazywały na sowiecką artylerię – fińska artyleria została wcześniej wycofana poza rejon granicy, aby zapobiec takim incydentom. Niektórzy rosyjscy historycy podważają autentyczność tych dokumentów.
W następnych dniach po incydencie, sowiecka propaganda nadała rozgłos fikcyjnym atakom fińskim, a ZSRR zerwał pakt o nieagresji z Finlandią i 30 listopada 1939 rozpoczął bombardowanie miast fińskich i atak lądowy na całej długości granicy sowiecko-fińskiej.

## Następstwa
Finowie prowadzili własne śledztwo, czy ich artyleria lub moździerze były w stanie ostrzelać wieś Mainila, co było jednak mało prawdopodobne, ponieważ fiński marszałek Carl Gustaf Mannerheim wydał wcześniej rozkaz wycofania artylerii z rejonu przygranicznego. Fińscy pogranicznicy zeznali, że słyszeli wystrzały artylerii z sowieckiej strony.
Rosyjski historyk Paweł Aptekar analizował odtajnione sowieckie dokumenty i stwierdził, że w raportach dziennych wojsk stacjonujących w tym rejonie nie znajdują się żadne wzmianki o stratach w ludziach. Doszedł do wniosku, że ostrzelanie wojsk sowieckich było mistyfikacją. Pozostali rosyjscy historycy twierdzą, że nie można stwierdzić, kto był odpowiedzialny za ostrzał analizując dostępne materiały.
W późniejszych czasach Nikita Chruszczow przypisał prowokację sowieckiemu marszałkowi artylerii Grigorijowi Kulikowi. W 1994 prezydent Rosji Boris Jelcyn potępił sowiecką napaść na Finlandię, uznając ją za wojnę napastniczą.